# Ambulyx obliterata
Ambulyx obliterata là một loài bướm đêm thuộc họ Sphingidae. Nó được tìm thấy ở Sumatra, bán đảo Mã Lai và Borneo.

## Hình ảnh

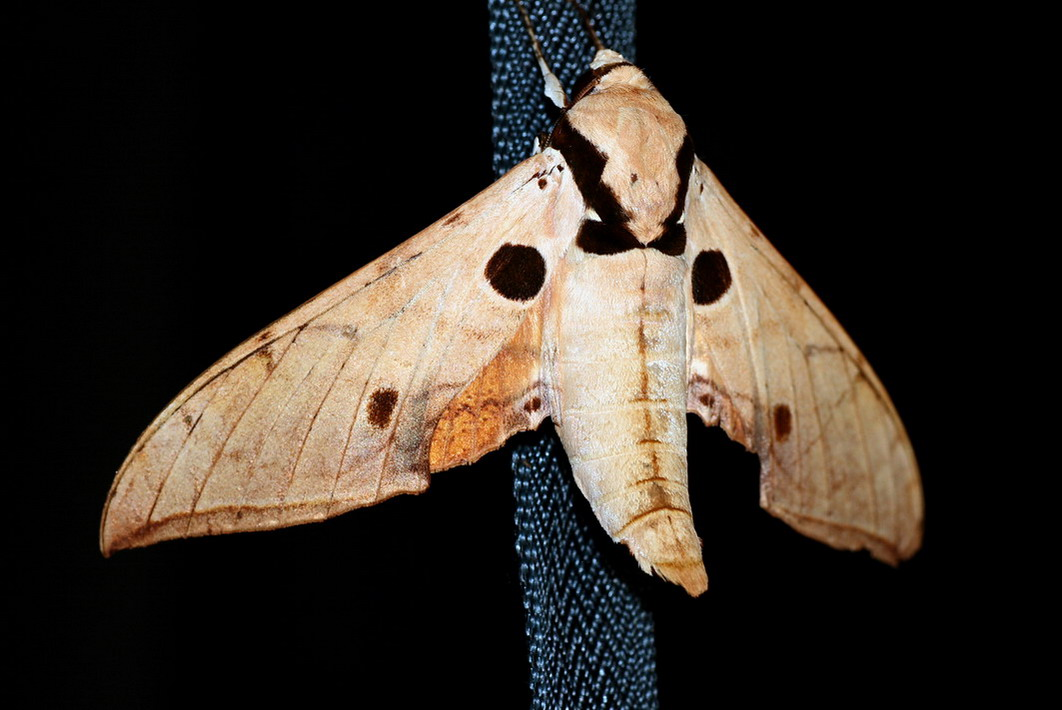
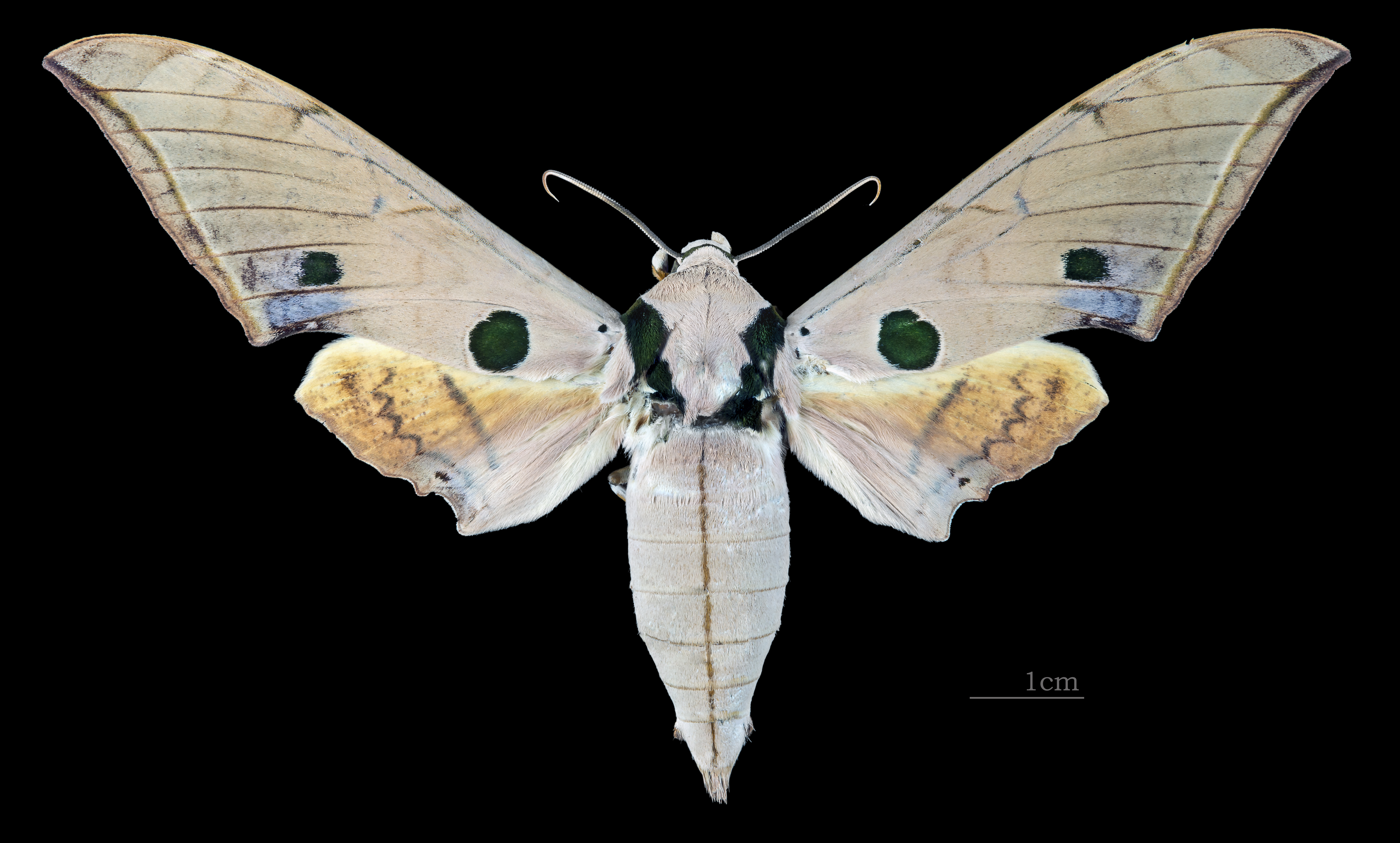
Ambulyx obliterata ♂
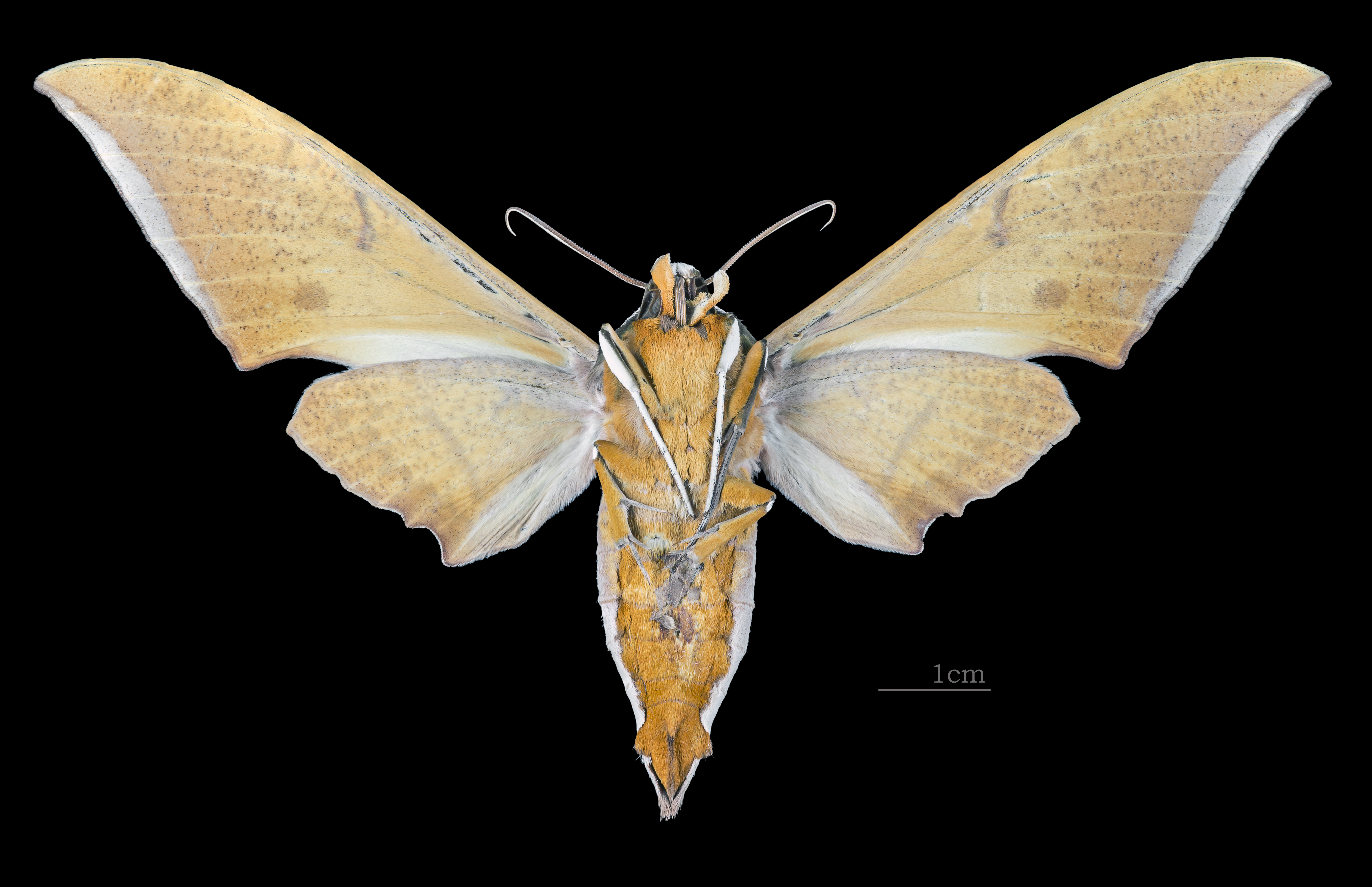
Ambulyx obliterata ♂ △